# Sunset (Arkansas)
Sunset é uma cidade localizada no estado americano de Arkansas, no Condado de Crittenden.

## Demografia
Segundo o censo americano de 2000, a sua população era de 348 habitantes.
Em 2006, foi estimada uma população de 331, um decréscimo de 17 (-4.9%).

## Geografia
De acordo com o United States Census Bureau, a localidade tem uma área de 0,5 km², sem área coberta por água.

## Localidades na vizinhança
O diagrama seguinte representa as localidades num raio de 24 km ao redor de Sunset.